# Élodie Eymard
Pour les articles homonymes, voir Eymard.
Élodie Eymard, née le 10 mai 1980, est une joueuse de badminton française.

## Palmarès

### Séniors

#### International (3 titres)
Internationaux de France en 2005, en double dames (avec Weny Rahmawati) ;
Internationaux de Chypre en 2006, en double dames (avec W. Rahmawati) ;
Internationaux de Chypre en 2006, en double mixte (avec Svetoslav Stoyanov) ;
- 2e des Internationaux des Pays-Bas en 2007, en double dames (avec W. Rahmawati) ;

- 3e des Internationaux de Nouvelle-Zélande en 2007, en double mixte (avec S. Stoyanov) ;

- Participation aux championnats du monde BWF en 2005, 2006, et 2007 (en double dames et double mixte) ;

#### National (12 titres)
Championnats de France : 
- Simple (2 titres): 1999 et 2003 ;
- Double dames (8 titres) : 2000 (avec Amélie Decelle), 2001 (avec A. Decelle), 2002 (avec A. Decelle), 2005 (avec W. Rahmawati), 2006 (avec W. Rahmawati), 2007 (avec W. Rahmawati), 2008 (avec W. Rahmawati), et 2009 (avec Julie Delaune) ;
- Double mixte (2 titres) : 2007 (avec S. Stoyanov), et 2008 (avec S. Stoyanov) ;

En 2023 elle devient pour la première fois de sa carrière Championne Départementale de l'Isère, en double dames (avec C. Ougier).

### Universitaires (7 titres)
Championnats de France : 
- Simple (4 titres) : 1999, 2001, 2003, et 2004 ;
- Double dames (3 titres) : 2000 (avec Aurore Meynet), 2004 (avec Aoife Aherne), et 2006 (avec A. Aherne) ;

### Juniors (5 titres)
Championnats de France : 
- Simple (2 titres) : 1998 et 1999 ;
- Double dames (2 titres) : 1998 (avec A. Decelle), et 1999 (avec A. Decelle) ;
- Double mixte (1 titre) : 1997 (avec Olivier Fossy) ;

(en 1999, alors âgée de 19 ans, Élodie Eymard obtient un triple succès individuel en simples: séniors, universitaires, et juniors)

### Cadets (1 titre)
Championnats de France : 
- Double dames : 1996 (avec Amélie Decelle).